# Mont-de-l’If
Mont-de-l’If – miejscowość i dawna gmina we Francji, w regionie Normandia, w departamencie Sekwana Nadmorska. W 2013 roku jej populacja wynosiła 104 mieszkańców.
W dniu 1 stycznia 2016 roku z połączenia czterech ówczesnych gmin – Betteville, La Folletière, Fréville oraz Mont-de-l’If – utworzono nową gminę Saint-Martin-de-l’If. Siedzibą gminy została miejscowość Fréville.